# Jonas Olsson (cầu thủ bóng đá, sinh 1990)
Jonas Olsson (sinh ngày 21 tháng 3 năm 1990) là một cầu thủ bóng đá người Thụy Điển thi đấu cho Degerfors IF ở vị trí hậu vệ.